# Kevin de León
Kevin de León (nacido el 10 de diciembre de 1966) es un político estadounidense que sirvió en el Senado Estatal de California. Un Demócrata, de León sirvió  como Presidente "Pro Tempore" del Senado desde 2014 a 2018. 
De León representó el 24.º Distrito de Senado, que se ubica en la ciudad de Los Ángeles. El distritro contiene Los Ángeles del Este y Céntrico. Antes de 2010, de León representó el 22.º Distrito de Senado.
De León fue elegido Presidente de Senado Pro tempore el 19 de junio de 2014, y estuvo jurado en encima el 15 de octubre de 2014. Un miembro de la Camarilla Latino de California,  es el primer Latino para aguantar aquella posición en encima 130 años. Antes de ser elegido al Senado Estatal en 2010, De León sirvió en la Asamblea Estatal de California, representando el 45.º Distrito de Asamblea.
Senador de León se postuló para representar California en el Senado de los Estados Unidos en la elección de 2018. Se perdió este elección a Senadora Dianne Feinstein, y actualmente tiene posición en el Concejo Municipal de Los Ángeles. También tiene posición en la Universidad de California en Los Ángeles. Ahorita de León es candidato por el alcalde de Los Ángeles.

## Carrera política
De León sirvió cuatro años como miembro de Asamblea Estatal para el 45.º distrito que incluyó Hollywood, Ciudad tailandesa, Poco Armenia, Histórico Filipinotown, Parque de Eco, Chinatown, El Sereno, Lago de Plata, Atwater Village, Mount Washington, Montecito Heights, Highland Park, Glassell Park y Los Ángeles Del Este.
Durante su carrera legislativa, De León centró mucho de sus esfuerzos en las facturas que afectan el medio ambiente, el laborable pobre, inmigración y seguridad pública. Sea instrumental en el paso de último año de una factura que proporciona las licencias del de conduje a inmigrantes ilegales. En 2012, apareció en titulares nacionales por proponer un plan estatal de ahorros de jubilación corrido para trabajadores de ingresos bajos. Él co-inició Proposición 39, esperando crear más de 40,000 trabajos de California, y generar miles de millones de dólares para modernizar escuelas de California.
Durante sus ocho años representando Los Ángeles en la Legislatura, de León ha pulsado las preocupaciones de inmigrantes, trabajadores de bajo sueldo, y las familias que adolecen violencia de pandilla. Ha abanderado enuncia aquello restringe la venta de munición, mejora eficacia de energía en escuelas, expande espacio de parques urbanos, da las licencias de conduje a inmigrantes ilegales, y requerir pago por tiempo extra para trabajadores domésticos. Él también luchó para asegurar que ingresos de la ley de hito de California para reducir emisiones de gases de efecto invernadero sean dirigidos hacia proyectos de calidad medioambiental en barrios de ingresos bajos.

## Vida personal
De León era el primer en su familiar de graduar de secundario.  Él asistió la Universidad de California, Santa Bárbara y recibió su grado de Pitzer Universidad (uno de las universidades de Claremont) con Honores.  Vive en Los Ángeles y tiene una hija, Lluvia de Milagros quién reside en Los Ángeles como una actriz aspirante, autor publicado, y empresaria. Su hija graduó de una universidad de artes liberal privada donde estudió Estudios de género y mujeres mientras siendo implicados en trabajo político en asuntos los que comparte apasionadamente con su padre.

## Asuntos

### Control de armas
De León es un defensor del control de armas. Propuso un impuesto de permiso anual de hasta $50 para pagar para controles de fondo para registros criminales y enfermedad mental. En febrero de 2008, siendo un miembro de la Asamblea Estatal de California, de Léon introdujo AB 2062 regulando ventas de munición de pistolas; la factura pasó la Asamblea pero murió en el Senado. De Leon también ha criticado NRA Vicepresidente Ejecutivo Wayne LaPierre.